# Morris Day

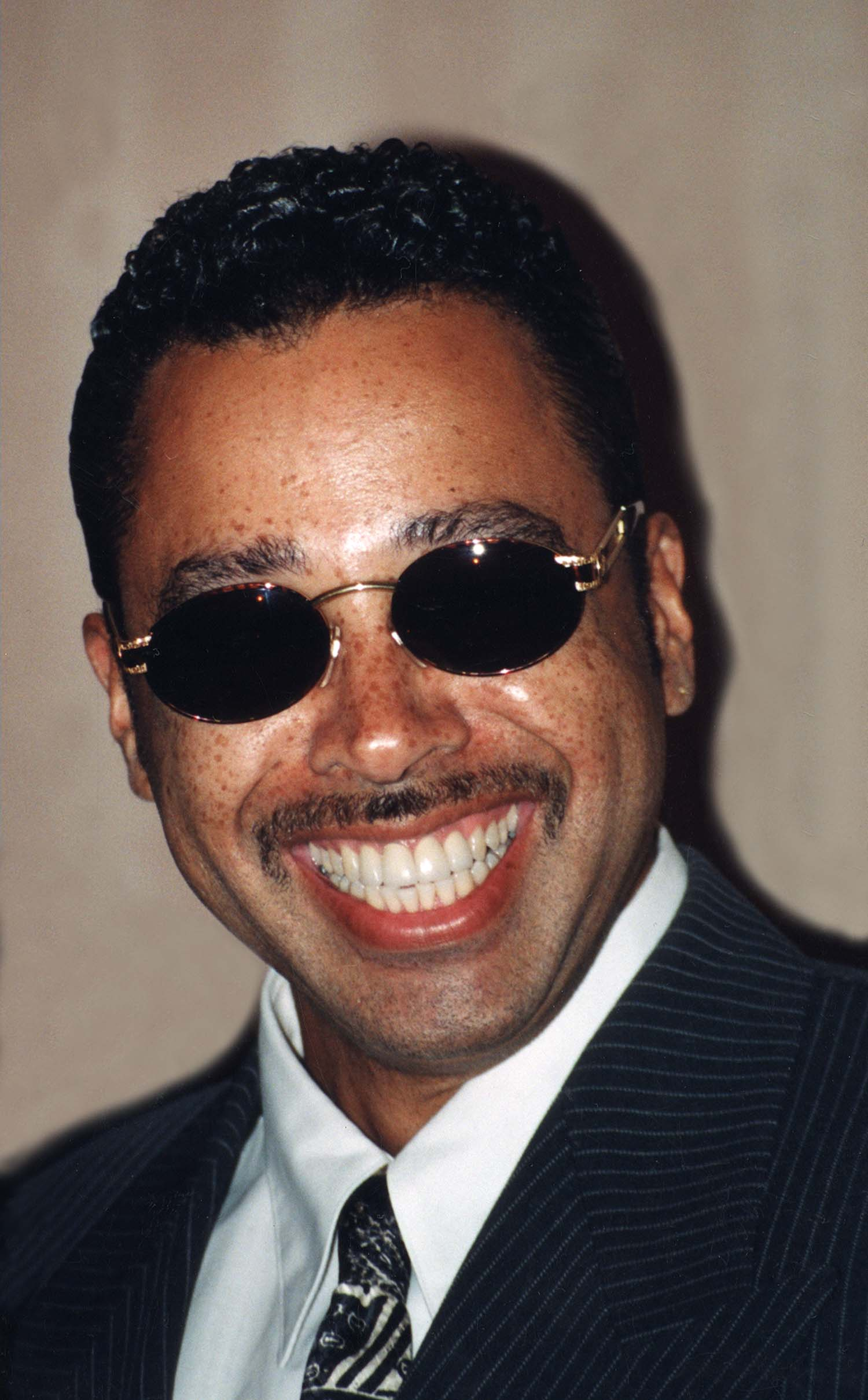
Morris Day 1996.

Morris E. Day, född 13 december 1957 i Minneapolis, Minnesota, är en amerikansk musiker och låtskrivare. Han är mest känd som ledsångare i bandet The Time men är även trumslagare och skådespelare.

## Karriär
I high school (1970-tal) var Morris D. med i ett band tillsammans med Prince och André Cymone. Trion kallade sig "Grand Central" och döpte senare om sig till "Champagne". Senare så bröt sig Prince ur för att satsa på en solokarriär. Morris och André började då fokusera mer på R&B. De tre hade dock fortsatt kontakt.
Under Morris tid i bandet "Enterprise" gav de låten "Partyup" till Prince och hans album "Dirty Mind". Som tack för detta fick Morris erbjudande om att bli ledsångare i det av Prince skapade bandet The Time, vilket han också blev. The Time storhetstid var framförallt året 1984 i samband med att Morris fick spela en stor roll i filmen Purple Rain, med Prince i huvudrollen. "The Time" mest framgångsrika album hette Ice Cream Castle och då framförallt singlarna "Jungle Love" och "The Bird". Efter framgångarna med "The Time" så satsade Morris på en solokarriär, dock med tveksam framgång.
År 2007 blev Morris bandledare på programmet Baisden After Dark på TV-kanalen "TV One".
Utöver filmrollen i Purple Rain så har Morris agerat i diverse mindre filmroller.

## Diskografi

### Album
- Color of Success (Warner Bros., 1985)
- Daydreaming (Warner Bros., 1987)
- Guaranteed (Reprise, 1992)
- It's About Time (Hollywood, 2004)

### Singlar
- Color of Success
- The Oak Tree
- The Character
- Daydreaming
- Fishnet (1988)
- Love Is a Game
- Gimme Watcha Got
- Circle of Love
- 777-9311
- Gigolos Get Lonely Too
- Jungle Love (1984)
- Jerk Out (1990)
- The Bird (1984)

## Filmografi

### Med Prince
- Graffiti Bridge
- Purple Rain

### Andra filmer
- Jay and Silent Bob Strike Back
- Moesha
- Moving
- Ford Fairlane